# Józef Jurek (architekt)
Józef Jurek (ur. 1952 w Kamiennej Górze) – polski architekt wnętrz, profesor, nauczyciel akademicki. Autor wielu projektów wnętrz użyteczności publicznej w kraju i za granicą. Uczestnik wystaw krajowych i międzynarodowych. Opiekun i promotor wielu prac dyplomowych – licencjackich, magisterskich i doktorskich, z dziedziny architektury wnętrz.
Upadek komunizmu w Polsce i możliwość wyjazdów zagranicznych pozwoliły na otwarte kontakty z kulturą, architekturą i sztuką w Europie i na świecie. Wykonane projekty i badania przestrzeni architektonicznych w kraju i za granicą dały Józefowi Jurkowi nowy impuls do kształtowania programu naukowego i dydaktycznego na Wydziale Architektury Wnętrz i Scenografii w Uniwersytecie Artystycznym im. Magdaleny Abakanowicz w Poznaniu, na Wydziale Architektury i Wzornictwa w Akademii Sztuk Pięknych im. E. Gepperta we Wrocławiu, na Wydziale Architektury w Politechnice Poznańskiej oraz na Wydziale Architektury Wnętrz Akademii Sztuki w Szczecinie, w których prowadził swoją działalność pedagogiczną i naukową.
Członek komitetu naukowego i stały uczestnik Międzynarodowego Sympozjum Naukowego MEDEA w Grecji. Zorganizował Ogólnopolską Konferencję Naukową „Przestrzenie wewnętrzne” z okazji dziewięćdziesięciu lat kierunku architektura wnętrz w poznańskiej uczelni artystycznej. Konferencja odbyła się 16-17 kwietnia 2018 roku w Atrium Uniwersytetu Artystycznego w Poznaniu. Redaktor monografii „Wydział Architektury Wnętrz i Scenografii w Poznaniu 2014” wydanej przez Uniwersytet Artystyczny w Poznaniu.
W 2013 roku otrzymał Brązowy Medal „Gloria Artis” nadany przez Ministra Kultury i Dziedzictwa Narodowego.

## Życiorys
Absolwent Państwowego Liceum Sztuk Plastycznych w Tarnowie.
W latach 1971–1976 studiował w PWSSP w Poznaniu na Wydziale Projektowania Plastycznego na kierunku architektura wnętrz. W 1976 roku obronił dyplom magisterski z wyróżnieniem w zakresie projektowania architektury wnętrz w pracowni prof. Jerzego Schmidta. W roku 1987 obronił pracę doktorską, a w 1996 r. – pracę habilitacyjną. W 2002 r. uzyskał tytuł profesora sztuk plastycznych.

### Uniwersytet Artystyczny w Poznaniu
W latach 1977–2020 roku wykładowca i profesor w Uniwersytecie Artystycznym im. Magdaleny Abakanowicz w Poznaniu, gdzie pełnił następujące funkcje:
- 1995–1999 – kierownik Zakładu Technik Przekazu Projektowego,
- 1999–2020 – kierownik Pracowni Architektury Wnętrz III,
- 2002–2011 – kierownik studiów niestacjonarnych na Wydziale Architektury i Wzornictwa,
- 2011–2019 – dziekan Wydziału Architektury Wnętrz i Scenografii.

### Akademia Sztuki w Szczecinie
W latach 1997–2022 profesor Akademii Sztuki w Szczecinie, gdzie pełnił następujące funkcje:
- 1997–2010 – prowadził Pracownię Projektowania Wstępnego na Wydziale Grafiki i Architektury Wnętrz w Wyższej Szkole Sztuki Użytkowej w Szczecinie (WSSUS)[14],
- 1999–2004 – prodziekan na Wydziale Grafiki i Architektury Wnętrz (WSSUS),
- 2010–2022 – prowadził Pracownię Architektury Wnętrz i Wystawiennictwa na Wydziale Sztuk Wizualnych.

### Akademia Sztuk Pięknych we Wrocławiu
W latach 2004–2007 profesor Akademii Sztuk Pięknych im. Eugeniusza Gepperta we Wrocławiu, kierownik Pracowni Architektury Wnętrz na Wydziale Architektury Wnętrz i Wzornictwa.

### Politechnika Poznańska
Od 2002 do 2012 r. prowadził zajęcia z zakresu projektowania wnętrz i wystaw oraz marketingu w projektowaniu na Wydziale Architektury Politechniki Poznańskiej.

## Ważniejsze projekty i realizacje
- 2000 – architektura zadaszeń przy sanktuarium NMP w Kozach[1][11] (we współpracy z Eugeniuszem Matejko),
- 1998 – wnętrza budynku dydaktycznego Akademii Sztuk Pięknych (UAP) przy pl. Wielkopolskim 9 w Poznaniu[1],
- 1993–2019 – wnętrza Kościoła Nawrócenia św. Pawła Apostoła w Poznaniu[1][11][16][17],
- 1990 – wnętrza parlamentu irackiego w Bagdadzie[1][11][18],
- 1980–1984 – Hotel w Borowcu, w Bułgarii z szeroko rozbudowaną funkcją rekreacyjno-sportową oraz projekt identyfikacji wizualnej[1][11] (we współpracy z Henrykiem Regimowiczem oraz Zdzisławem Łosińskim),
- 1978 – projekt wnętrz I Liceum Ogólnokształcącego im. Bolesława Chrobrego w Gnieźnie (kompleks budynków Pomnika Tysiąclecia Państwa Polskiego w Gnieźnie[19][20] w zespole architektów: projekt architektury i wnętrz: Jerzy Schmidt, Włodzimierz Wojciechowski, Bogdan Celichowski, Wojciech Kasprzycki; projekt pomieszczeń i mebli: Waleria Kubacka-Schmidt, Jan Węcławski, Józef Jurek; projekt mebli szkolnych: Czesław Kowalski, Leonard Kuczma oraz autor pomnika Mieszka I i Bolesława Chrobrego Józef Kopczyński[21][22]).

## Wystawy
- 2021 – Na początku był rysunek[23] – Galeria R+, Akademia Sztuki w Szczecinie.
- 2020 – ARCH Inside 2020 – the architectural future internal space/external space[24] – Gallery Of The Cyclades, Medea 2020, Grecja.
- 2003–2005 – przygotował i zrealizował trzy ogólnopolskie wystawy zbiorowe szkół artystycznych na Międzynarodowych Targach Poznańskich w pawilonie nr 10[1].